# Mammea veimauriensis
Espèce
Classification phylogénétique
Statut de conservation UICN

 VU D2 : Vulnérable
Mammea veimauriensis est une espèce de plantes à fleurs de la famille des Calophyllaceae.

## Publication originale
- Australian Journal of Botany 22: 420. 1974.